# Johannistor (Danzig)

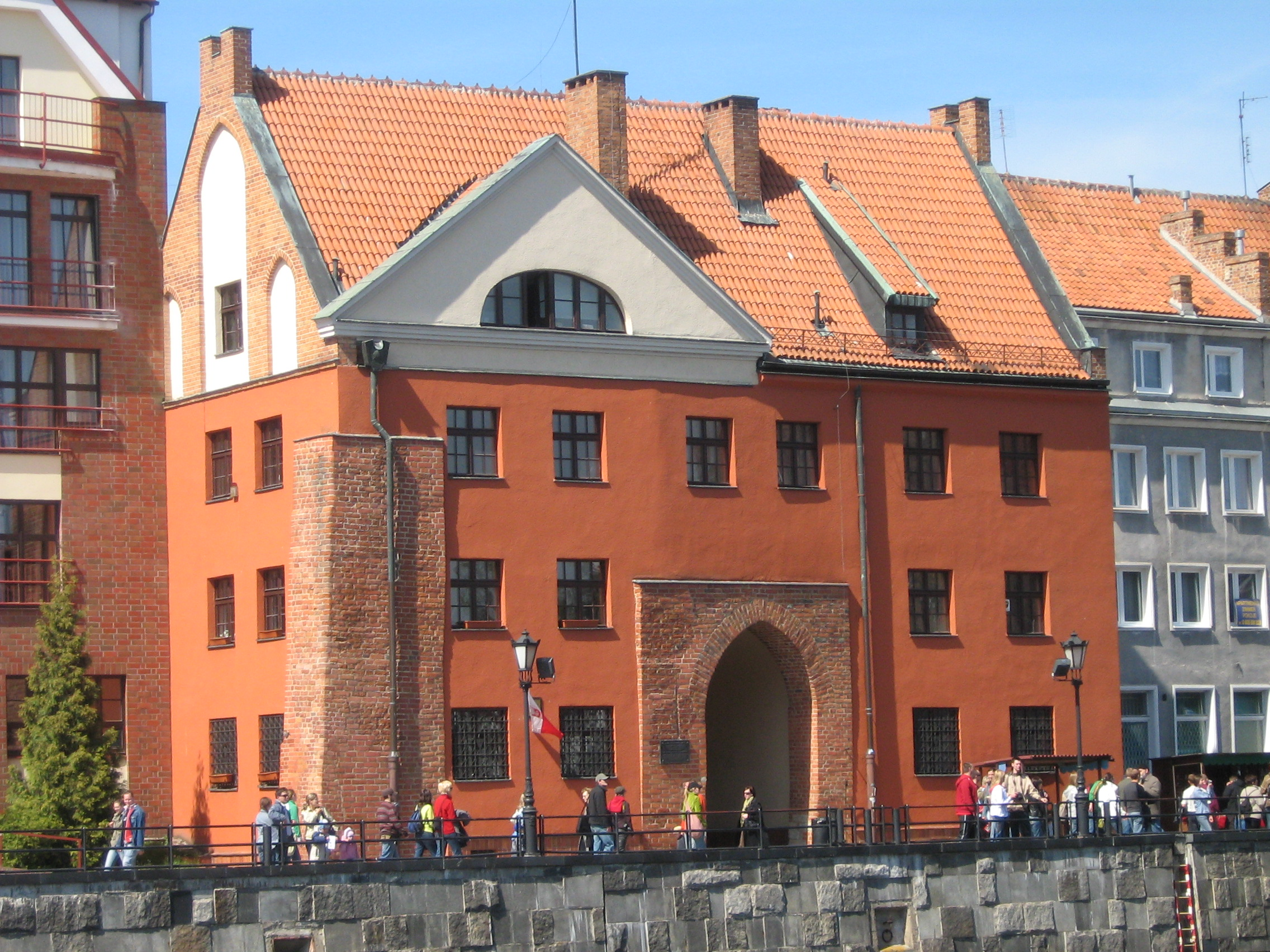
Johannistor

Das Johannistor ist eines der Danziger Wassertore, wie auch das Krantor,
Grünes Tor, Brotbänkentor, Frauentor, Häkertor, Kuhtor und einige verschollene Stadttore. Sie alle befinden sich am Mottlauufer. 
Das Johannistor befindet sich am Ende der Johannisgasse. Es wurde im Ende des 14. Jahrhunderts errichtet und wurde im 19. Jahrhundert umgebaut, wobei es eine klassizistische Fassade erhielt. Es wurde im Zweiten Weltkrieg zerstört und 1976–1979 wiederaufgebaut. 
Das Johannistor beherbergt den Sitz der Danziger Abteilung des Polnischen Vereins der Bauingenieure und Bautechniker PZITB. Direkt gegenüber ist das erste nach 1945 gebaute polnische Handelsschiff „Sołdek“ verankert.